# Comorernes præsidenter
Comorernes præsidenter er det øverste statsoverhoved på øgruppen Comorerne, præsidentposten blev oprettet efter øgruppen opnåede uafhængighed fra Frankrig i 1975.

## Liste over Comorernes præsidenter
| Navn                         | Embedsperiode                          | Titel                                        |
| ---------------------------- | -------------------------------------- | -------------------------------------------- |
| Ahmed Abdallah               | 6. juli – 3. august 1975               | Statsoverhoved                               |
| Said Mohamed Jaffar          | 3. august – 10. august 1975            | Leder for nationalrådet for revolutionen     |
| Said Mohamed Jaffar          | 10. august 1975 – 3. januar 1976       | Leder for det nationale eksekutive råd       |
| Ali Soilih                   | 3. januar 1976 – 13. maj 1978          | Præsident                                    |
| Said Atthoumani              | 13. maj – 23. maj 1978                 | Leder for det politisk-militære direktoratet |
| Ahmed Abdallah               | 23. maj – 25. oktober 1978             | Leder for direktoratet                       |
| Mohamed Ahmed                | 23 maj – 22. juli 1978                 | Viceleder for direktoratet                   |
| Ahmed Abdallah               | 25. oktober 1978 – 27. november 1989   | Præsident                                    |
| Said Mohamed Djohar          | 27. november 1989 – 29. september 1995 | Præsident                                    |
| Ayouba Combo                 | 29. september – 22. oktober 1995       | Koordinator for den militære overgangskomite |
| Mohamed Taki Abdoulkarim     | 2. oktober – 5. oktober 1995           | Fungerende Præsident                         |
| Said Ali Kemal               | 2. oktober 2002 – 5. oktober 1995      | Fungerende Præsident                         |
| Caabi El-Yachroutu           | 5. oktober 1995 – 26. januar 1996      | Provisorisk Præsident                        |
| Said Mohamed Djohar          | 26. januar – 25. marts 1996            | Præsident                                    |
| Mohamed Taki Abdoulkarim     | 25. marts 1996 – 6. november 1998      | Præsident                                    |
| Tadjidine Ben Said Massound  | 6. november 1998 – 30. april 1999      | Præsident                                    |
| Azali Assoumani              | 30. april 1999 – 21. januar 2002       | Præsident                                    |
| Hamada Madi                  | 21. januar – 26. maj 2002              | Midlertidig præsident                        |
| Azali Assoumani              | 26. maj 2002 – 26. maj 2006            | Præsident                                    |
| Ahmed Abdallah Mohamed Sambi | 26. maj 2002 – 26. maj 2011            | Præsident                                    |
| Ikililou Dhoinine            | 26. maj 2011 – 26. maj 2016            | Præsident                                    |
| Azali Assoumani              | 26. maj 2016 –                         | Præsident                                    |